# Marco Torrès
Marco Torrès, (Sidi Bel Abbès, 22 de janeiro de 1888 - Marselha, 15 de janeiro de 1963) foi um ginasta que competiu em provas de ginástica artística pela França.
Torrès nasceu na Argélia, até então uma província francesa, e competiu em uma época em que a ginástica não contava com muitas competições nacionais e internacionais anualmente. Sua estreia internacional deu-se no Mundial de Luxemburgo, em 1909, aos 21 anos. Na ocasião, o atleta conquistou quatro medalhas, três delas de ouro - equipe, concurso geral e argolas, aparelho este em que empatou com o italiano Giorgio Romano. Além, em um tríplice empate, foi o medalhista de prata nas barras paralelas, em prova vencida pelo compatriota Josef Martinez. Dois anos mais tarde, na edição italiana de Turim, saiu-se medalhista de prata nas finais por equipes e da barra fixa. Em 1913, foi o maior medalhista da edição parisiense da competição, ao conquistar três medalhas de ouro e duas de prata, com destaque para os bicampeonatos individual geral e argolas. Em 1922, no Mundial de Liubliana, participou de sua última edição, na qual conquistou o bronze coletivo.
Em Jogos Olímpicos, fez sua estreia em 1920, nas Olimpíadas da Antuérpia, na qual conquistou, aos 32 anos de idade, a primeira medalha francesa do individual geral, a prata. Tal feito só fora repetido, com um bronze, nas Olimpíadas de Pequim, 88 anos depois, por Benoit Caranobe.